# Merrifield
Merrifield és una concentració de població designada pel cens dels Estats Units a l'estat de Virgínia. Segons el cens del 2000 tenia 11.170 habitants.

## Demografia
Segons el cens del 2000, Merrifield tenia 11.170 habitants, 4.396 habitatges, i 2.725 famílies. La densitat de població era de 1.585,6 habitants per km².
Dels 4.396 habitatges en un 28,1% hi vivien nens de menys de 18 anys, en un 48,7% hi vivien parelles casades, en un 8,8% dones solteres, i en un 38% no eren unitats familiars. En el 25% dels habitatges hi vivien persones soles el 3,5% de les quals corresponia a persones de 65 anys o més que vivien soles. El nombre mitjà de persones vivint en cada habitatge era de 2,54 i el nombre mitjà de persones que vivien en cada família era de 3,06.
Per edats la població es repartia de la següent manera: un 19,4% tenia menys de 18 anys, un 10,3% entre 18 i 24, un 42,7% entre 25 i 44, un 21,4% de 45 a 60 i un 6,2% 65 anys o més.
L'edat mediana era de 33 anys. Per cada 100 dones de 18 o més anys hi havia 103,3 homes.
La renda mediana per habitatge era de 70.363 $ i la renda mediana per família de 74.116 $. Els homes tenien una renda mediana de 55.653 $ mentre que les dones 43.095 $. La renda per capita de la població era de 32.819 $. Entorn del 5,3% de les famílies i el 7,4% de la població estaven per davall del llindar de pobresa.

## Poblacions més properes
El següent diagrama mostra les poblacions més properes.